# Midsayap
Midsayap ist eine philippinische Stadtgemeinde in der Provinz Cotabato. Sie hat 151.684 Einwohner (Zensus 1. August 2015).

## Barangays
Midsayap ist politisch in 49 Baranggays unterteilt.
| - Agriculture - Anonang - Arizona - Bagumba - Baliki - Bitoka - Bual Norte - Bual Sur - Central Bulanan - Central Glad - Ilbocean - Kapinpilan - Central Katingawan - Kimagango - Central Labas | - Lagumbingan - Lomopog - Lower Glad - Lower Katingawan - Malamote - Malingao - Milaya - Mudseng - Nabalawag - Nalin - Nes - Patindeguen - Barangay Poblacion 1 - Barangay Poblacion 2 - Barangay Poblacion 3 - Barangay Poblacion 4 - Barangay Poblacion 5 | - Barangay Poblacion 6 - Barangay Poblacion 7 - Barangay Poblacion 8 - Rangaban - Sadaan - Salunayan - Sambulawan - San Isidro - Santa Cruz - Tugal - Tumbras - Bulanan Upper - Upper Glad I - Upper Glad II - Upper Labas - Villarica - Kiwanan |